# جيمس أدوميان
جيمس أدوميان (بالإنجليزية: James Adomian)‏ مواليد 31 يناير 1980 في أوماها، الولايات المتحدة، هو ممثل وكوميدي أمريكي بدأ مسيرته الفنية سنة 2005.

## الأعمال

### أفلام
- اللقالق
- هروب هارولد وكومار من خليج غوانتانامو

### مسلسلات
- برنامج الرئيس
- متمردو حرب النجوم
- في منتصف الليل
- برنامج كرول
- التاريخ الثمل
- وقت المغامرة
- غرافيتي فولز
- كونن
- ماد تي في

## وصلات خارجية
- جيمس أدوميان على موقع IMDb (الإنجليزية)
- جيمس أدوميان على موقع ميوزك برينز (الإنجليزية)
- جيمس أدوميان على موقع ديسكوغز (الإنجليزية)
- جيمس أدوميان على موقع قاعدة بيانات الفيلم (الإنجليزية)
- الموقع الرسمي